# Juha Vainio

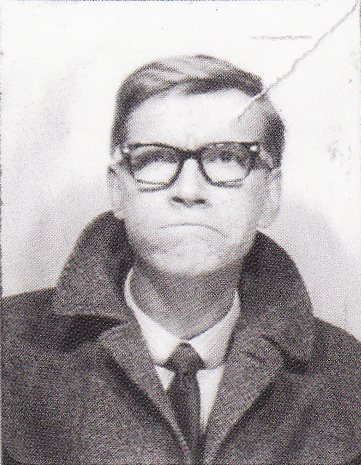
Juha Vainio (1965)

Juha Harri ‚Junnu‘ Vainio, auch bekannt als Juha ‚Watt‘ Vainio (* 10. Mai 1938 in Kotka, Finnland; † 29. Oktober 1990 in Gryon, Schweiz), war ein finnischer Liedermacher. Sein Landsmann und Kollege M. A. Numminen zählt ihn „zu den großen lyrischen Liedermachern des Landes“.

## Biografie
Juha Vainio wurde als erstes der drei Kinder von Tauno Vainio und seiner Frau Kaarina in Kotka geboren. Bis zum Winterkrieg lebte die Familie in  Vuoksenniska. Als sein Vater, ein Reserveoffizier, den Stellungsbefehl bekam, zog die Familie nach Metsola, Kotka. Ein Onkel, der Bruder seiner Mutter, wurde im Krieg getötet. Ab 1945 bewohnten sie in Metsola ein Einfamilienhaus, siedelten jedoch 1950 ins Stadtzentrum von Kotka über. 1949 musste der Elfjährige sich wegen eines angeborenen Herzfehlers einer schweren Operation unterziehen. Als Jugendlicher war er begeisterter Basket- und Fußballspieler, später verfolgte er Sportereignisse leidenschaftlich als Zuschauer. Auf Anfrage des Clubmanagers schrieb er die Vereinshymne der finnischen Eishockey-Spitzenmannschaft Tappara, deren Fan er lebenslang blieb. 
1960 heiratete er seine schwangere Freundin Taina Kaukonen, die noch im selben Jahr seinen Sohn Ilkka gebar; es folgten noch drei weitere Kinder: Sami 1961, Kalle 1963 und Kati 1967. Die junge Familie zog nach Helsinki, als Vainio dort ein Lehramtsstudium begonnen hatte und anschließend an einer Grundschule unterrichtete. 1964 musste er zur Erfüllung der Wehrpflicht den Schuldienst unterbrechen.
Schon als junger Mann schrieb er für befreundete Musiker Texte und Lieder, trat aber zunehmend auch selbst als Musiker und Sänger auf. Bald nach dem Militärdienst machte ihn ein befreundeter Musikjournalist auf die Suche des staatlichen Rundfunks nach Textern aufmerksam, woraufhin Vainio, der sich seit Jugend als Künstler verstand, den leidigen Schuldienst quittierte. 
Ein erster großer Erfolg war sein von Reino Markkula vertontes Lied Sä kuulut päivään jokaiseen, das gesungen von Eino Grön ein Hit wurde. Fortan arbeitete er als festangestellter Texter bei Frazer Music, derweil er immer mehr eigene Songs schrieb, die ihn ab Mitte der 1960er zu einem gefragten Solointerpreten machten, wobei er weiterhin auch für andere Künstler textete. 1966 ging er mit den befreundeten Kollegen Irwin Goodman und Vexi Salmi als Trio auf Finnlandtour, bei der es wiederholt zu Alkoholexzessen Vainios kam, die zum Abbruch der Konzertreise führten. Wiederkehrender anhaltender Alkoholmissbrauch überschattete zeitlebens Vainios Karriere und Privatleben. In den Jahren 1968 und 1969 war Vainio der Texter der finnischen Beiträge zum Eurovision Song Contest. Anfang der 1970er kehrte er kurzzeitig in den Schuldienst zurück; anschließend verdiente er hauptberuflich als freischaffender Texter und Künstler seinen Lebensunterhalt.
1981 ging er ein zweites Mal die Ehe ein, aus der zwei Jahre später sein fünftes Kind hervorging. In den späten 1980ern zog er mit seiner neuen Familie in die Schweiz. Dort arrangierten 1988 zahlreiche prominente Kollegen ein Konzert zu seinem 50. Geburtstag. Juha Vainio erlag am 29. Oktober 1990 in seinem Haus in Gryon einem Herzinfarkt, nachdem in den Monaten zuvor seine angeborene Herzproblematik wieder akut geworden war. Er liegt auf dem Friedhof Hietaniemi in Helsinki begraben, auf dem etliche finnische Staatsmänner, Künstler und weitere Persönlichkeiten bestattet sind.

## Werk

### Diskografie (Alben)
- Juha ‚Watt‘ Vainio ja Reijo Tani (1968, Singlecompilation gemeinsam mit Reijo Tani)
- Viisari värähtää (1972) (englische Übersetzung: ‚The Pointer Twitches‘)
- Tulin, näin ja soitin (1975) (englische Übersetzung: ‚I Came, I Saw, I Played‘)
- Kansi kiinni ja kuulemiin (1976) (englische Übersetzung: ‚Shut the Lid and Goodbye‘)
- Käyn ahon laitaa (1979) (englische Übersetzung: ‚I Walk by the Side of a Glade‘)
- Albatrossi ja sorsa (1981) (englische Übersetzung: ‚The Albatross and the Duck‘)
- Sellaista elämä on (1983) (englische Übersetzung: ‚That‘s How Life Is‘)
- Elämää ja erotiikkaa (1985)(englische Übersetzung: ‚Life and Erotica‘)
- Viiskymppisen viisut (1991) (englische Übersetzung: ‚Tunes of a Fifty-year-old‘)
- Porno-ooppera / Pahojen Poikien Lauluja 3 (1993) (denglische Übersetzung: ‚Porno-Oper / Böse Boys Songs 3‘)
- Legendan laulut − 48 mestariteosta (2009, FI: Gold)[3]

Die Diskografie folgt den Angaben von Discogs in den Weblinks.

### Rezeption in Film und Fernsehen
Musik von Vainio wird zudem in zahlreichen Film- und Fernsehproduktionen verwendet, so wird er der IMDb zufolge in 57 Credits genannt, darunter auch international aufgeführte Kinofilme etwa des finnischen Regisseurs Aki Kaurismäki, unter anderem:
- Die andere Seite der Hoffnung (‚Toivon tuolla puolen‘), 2017
- Zugvögel … Einmal nach Inari, 1997
- Das Mädchen aus der Streichholzfabrik (‚Tulitikkutehtaan tyttö‘), 1990
- Heimwärts (‚Kotia päin‘), 1989
- Ei itketä lauantaina (Übersetzung: ‚Weine nicht am Samstag‘), finnische Musiksendung, in drei Episoden 1993–94
- Syksyn sävel (Übersetzung: ‚Herbstmelodie‘), finnische TV-Serie, in drei Episoden 1969–76